# 明智かめまる
明智かめまる（あけちかめまる）とは京都府亀岡市の観光マスコット・キャラクター。『マイタウンかめおか・街づくり市民の会』が、同市に所在する丹波亀山城が、2010年に築城400年を迎えるにあたり作成した。

## 誕生
2010年丹波亀山城築城400年を記念して、市民公募により誕生。
亀岡市内に住む中村恵三子さんが自身の2人の娘をモデルにデザインした。ゆっくり歩くイメージのある亀をもっと早く動き回るキャラクターにしたい、一目で亀と分かるように第一印象を大切にしたい、との思いを基に頭に兜を被せた女の子っぽいキャラクターを考えたがイメージが湧かなかった。そこで、男の子のキャラクターを考えて今の明智かめまるができた。
「子ども達に愛されるキャラクターにしたいから、刀を目立たせたくない」と刀を背中に背負わせることにした。さらに、「刀を抜かない」という意思表示のために、通常の反対である左側に刀を下げさせた。

## プロフィールと特徴

### プロフィール
- 生年 - 天正元年（1573年）10月23日生まれ。
  - 当時の丹波亀山城主である明智光秀の娘・玉子が堀に誤って落ち、溺れていたところを堀に住んでいた亀が助けた。光秀はたいそう感謝し、その亀を家来とし明智の姓を与え、「かめまる」と名づけてとても可愛がった。
- 性別 - 男の子
- 年齢 - 人間の年齢に例えると7歳くらい。
- 住所 - 京都府亀岡市南郷池（丹波亀山城跡）
- 住格 - 優しい（保津川に弟分が多くいる）
- 好物 - 保津川のきれいな水[2]。

### 特徴と趣味
- 亀の甲羅を兜に日々武道に励み、丹波亀山城跡（大本本部）を守っている。
- 湯の花温泉でくつろぎ、トロッコ列車を楽しみ、保津川下りを満喫すること。
- 好きな花は桔梗[2]。
- 亀岡商工会議所や亀岡市観光協会の亀岡駅観光案内所（かめまるマート）、湯の花温泉などでグッズを販売している。

## 経歴
- 2010年
  - 3月13日 - 嵯峨野線複線化完成イベントでデビュー。同日、丹波亀山城築城400年プレイベントにてまゆまろと共演した。
- 2011年
  - 1月2日 - 第26回国民文化祭・京都2011　300日前イベントに出演。
  - 5月3日 - 第39回亀岡光秀まつりにて明智光秀公武者行列を先導。また、同時開催されたふれあい・こどもフェスタ2011にて、亀岡市特別住民票が栗山正隆市長（当時）より交付される。
  - ゆるキャラグランプリ2011　48位/348体（11,501ポイント獲得）[3]。
- 2012年
  - 4月8日 - 第26回福知山お城まつりに出演。
  - 5月3日 - 第40回亀岡光秀まつりにて、お玉ちゃん、ゆうさいくんと明智光秀公武者行列に参加。
  - 原動機付自転車を対象に明智かめまるをデザインしたナンバープレートの交付開始[4]（交換無料）。
  - 11月24日、25日 - ゆるキャラさみっとin羽生に出演。
  - ゆるキャラグランプリ2012　96位/865体（得票数 11,635）[5]。
- 2013年
  - 4月6日、7日 - 第27回福知山お城まつりに出演。
  - 5月3日 - 第41回亀岡光秀まつりにて、明智光秀公武者行列を先導。また、同時開催のかめまるフェスタではまゆまろ、しんがくん、さくらちゃん、味夢くんと共演。
  - 10月27日 - 京丹波食の祭典2013に出演。
  - ゆるキャラグランプリ2013　327位/1,579体（得票数 5,848票）[6]。　*丹波地域最高位
- 2014年
  - 5月3日 - 第42回亀岡光秀まつりにて、明智光秀公武者行列を先導。また、同時開催のかめまるフェスタではまゆまろ、しんがくん、さくらちゃん、味夢くんと共演。
  - 10月26日 - ひよし水の杜フェスタに出演。
  - ゆるキャラグランプリ2014　562位/1,699体（得票数 2,474票）[7]。
- 2015年
  - 5月3日 - 第43回亀岡光秀まつりにて、明智光秀公武者行列を先導。また、同時開催のかめまるフェスタでは総勢12体のゆるキャラと共演。共演したゆるキャラは、スイートポテトボーイ、くまモン、まゆまろ、お玉ちゃん、まるいの、光秀くんとひろこさん、京丹波 味夢くん、さくらちゃん、ポリスまろん、ポリスみやこ、丹波竜のちーたん、しんがくん。
  - 6月8日 - 映画『ラブ＆ピース』の京都府内での応援隊長に就任。映画配給会社「アスミック・エース」が京都府内で宣伝するにあたり、もう１人の主役のカメの名前を持つ人気キャラクターであるかめまるの存在を知り、宣伝隊長の就任を要請した。[8]
  - ゆるキャラグランプリ2015　540位/1,727体（得票数 3,944票）[9]。
- 2016年
  - 5月3日 - 第44回亀岡光秀まつりにて、明智光秀公武者行列を先導。。また、同時開催のかめまるフェスタでは総勢9体のゆるキャラと共演。共演したゆるキャラは、まゆまろ、さくらちゃん、京丹波 味夢くん、しんがくん、こっぺちゃん、光秀くんとひろこさん、丹波竜のちーたん、まゆピー、お玉ちゃん。
  - ゆるキャラグランプリ2016　1,060位/1,421体[10]。
- 2017年
  - 3月18日 - 京キャラ博・京都ほんまもん祭に出演。
  - 5月3日 - 第45回亀岡光秀まつりに京都サンガFCのクラブマスコット パーサくんと参加。また、同時開催のかめまるフェスタではまゆまろ、お玉ちゃん、まるいの、光秀くんとひろこさん、京丹波 味夢くん、さくらちゃんと共演。
  - 6月11日 - 大山崎天下取り決戦祭に出演[11]。
- 2018年
  - 5月3日 - 第46回亀岡光秀まつりにて、京都サンガFCのクラブマスコット パーサくんとともに明智光秀公武者行列を先導。また、同時開催のかめまるフェスタではまゆまろ、さくらちゃん、京丹波 味夢くんと共演。
- 2019年
  - 5月3日 - 第47回亀岡光秀まつりにて、京都サンガFCのクラブマスコット パーサくんとともに明智光秀公武者行列を先導。
  - 10月3日 - 京都サンガF.C.応援の機運を盛り上げるために、亀岡市内4ヶ所にチームカラーである紫にラッピングされたポストが登場。パーサくんやかめまるがデザインされている[12]。
- 2020年
  - 新型コロナウイルス感染症拡大の影響により、令和2年度亀岡光秀まつりの開催は中止となった。これにより、毎年恒例となっていたかめまるの明智光秀公武者行列先導やかめまるフェスタでの地域アピールも中止となった[13][14]。
- 2021年
  - 3月22日 - 新型コロナウイルス感染症拡大防止対策のために第49回亀岡光秀まつりにおいては明智光秀公武者行列は中止となった。これにより、2年連続で武者行列でのかめまるの先導姿を見る事ができなかった。一方で、かめまるフェスタは2021年11月23日に開催された[15][16][17]。
- 2022年
  - 5月3日 - 第49回亀岡光秀まつりにて、3年ぶりに開催された明智光秀公武者行列を先導。
  - 12月15日 - かめまるマート・亀岡観光案内所がリニューアルオープン。同年12月28日までオープニングイベントが催された[18]。
- 2023年
  - 5月3日 - 第50回亀岡光秀まつりにて、明智光秀公武者行列を先導。また、同時開催のかめまるフェスタ in 南郷公園ではまゆまろ、さくらちゃん、京丹波 味夢くんと共演。
  - 9月30日～10月31日 - 10月23日に誕生日を迎えるにあたってかめまるマートで生誕祭が開催された。店内をバースデーガーランドで飾り付けるなどしてお祝いムードにし、子供連れで来店し商品を購入したらもれなくかめまる風船プレゼント、また、お楽しみの景品が当たるガチャガチャなどのイベントが実施された。
- 2024年
  - 2月20日 - 亀岡市での自転車ヘルメット着用をPRする「かめヘル大使」に任命。2023年4月1日より自転車乗車時のヘルメット着用が義務化されたが、亀岡市での着用率は約8%と京都府内の着用率約10%（2024年1月時点）を下回っている。ヘルメット着用の機運を高めるために亀岡警察署・亀岡市・亀岡商工会議所・亀岡市観光協会の4団体が協定を締結し、亀岡市自転車乗車用ヘルメット着用促進運動（通称「かめヘル運動」）のスタートを切った。かめまるの頭がヘルメットに見える事からPR大使に任命された。[19][20][21]
  - 2月24日 - ももクロ春の一大事2024 in 亀岡市開催にあたって、ももクロメンバーからのコメントがX(旧Twitter)のももクロFC公式アカウント上で公開された。ももクロメンバーは、かめまるのぬいぐるみを抱き、かめまるに雰囲気を合わせた衣装で登場している。
  - 2月26日 - ももクロ春の一大事2024 in 亀岡市のメインビジュアルがX(旧Twitter)のももクロ春の一大事亀岡実行委【亀岡市公式】アカウント上で公開された。かめまるのぬいぐるみを抱き、かめまるに雰囲気を合わせた衣装を纏ったももクロメンバーが登場している。
  - 5月3日 - 第51回亀岡光秀まつりにて、明智光秀公武者行列を先導。